# Manuel Roque Gameiro
Manuel Roque Gameiro (Santa Isabel, Lisboa, 12 de abril de 1891 – São Martinho, Sintra, 25 de agosto de 1944) foi um pintor português. 

## Biografia
Nasceu na freguesia de Santa Isabel, mas foi batizado na freguesia da Lapa, em Lisboa. Era filho de Alfredo Roque Gameiro e de Maria da Assunção de Carvalho Forte (Pena, Lisboa, c. 1872 – ?) e irmão dos também artistas Raquel, Helena, Màmia e Ruy Roque Gameiro.
A 9 de agosto de 1931, casou civilmente em Lisboa com Etelvina da Piedade Courtils Cifka Duarte (São Salvador, Santarém, c. 1895), já divorciada de Manuel Francisco da Silva desde 1928, filha de Miguel Evaristo Nazaré Duarte e de Virgínia da Assunção Courtils Cifka Duarte, ambos naturais de Lisboa (ele da freguesia da Ajuda e ela da freguesia de Alcântara).
Distinguiu-se na pintura de aguarelas, que frequentemente assinava com o pseudónimo Manuel Migança, nome pelo qual era conhecido o seu avô paterno. Foi distinguido pela Sociedade Nacional de Belas Artes com uma medalha de 2.ª classe, tendo o seu trabalho sido incluído em várias exposições. Influenciado pelo modernismo, chegou a participar nos salões dos independentes. Colaborou como caricaturista nos jornais O Xulão, A Capital, O Século, O Riso, O Domingo Ilustrado (1925–1927), Noticias Ilustrado e outros.
Morreu vítima de arteriosclerose a 25 de agosto de 1944, na Vila Fontes, freguesia de S. Martinho, em Sintra. Foi sepultado em jazigo de família no Cemitério dos Prazeres, em Lisboa.